# Trenord
Trenord (Tn) ist eine italienische Eisenbahngesellschaft, die hauptsächlich den Regionalverkehr in der Region Lombardei betreibt.

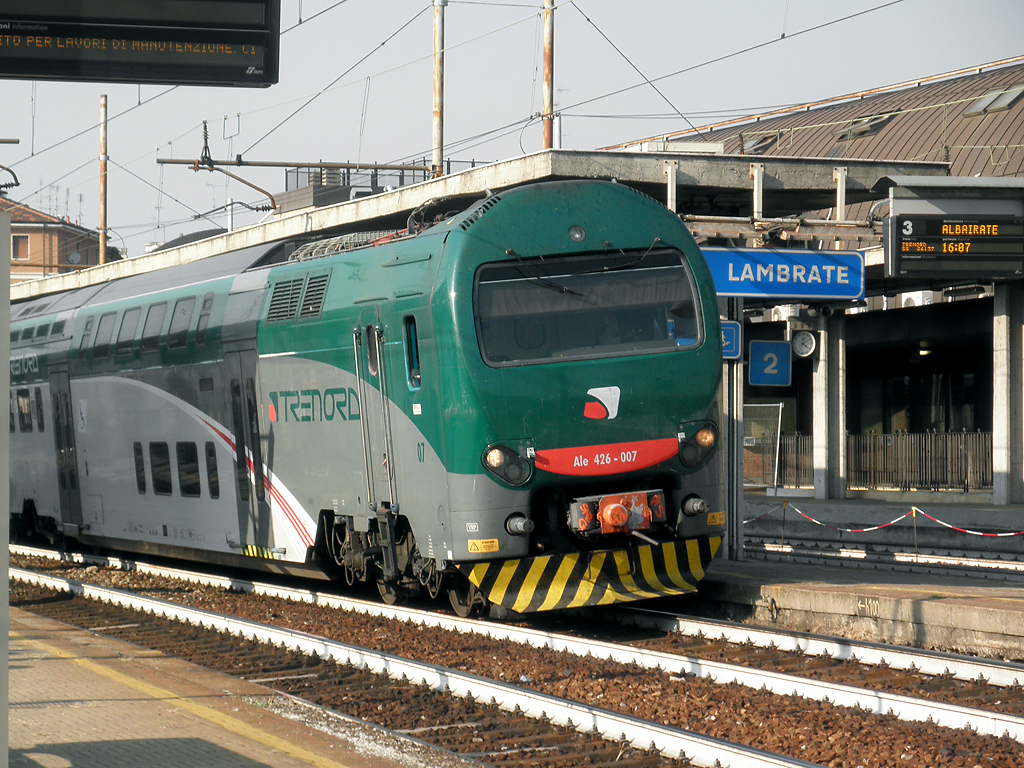
Ein Zug der S-Bahn Mailand in Trenord-Lackierung

Die Gesellschaft wurde 2009 durch Fusion der Regionaldirektion von Trenitalia mit der LeNord (Betriebszweig der Ferrovie Nord Milano) mit dem Namen Trenitalia LeNord gegründet. Am 30. April 2011 bekam sie ihren heutigen Namen.
Trenord betreibt die S-Bahn Mailand, den Malpensa Express und den Regionalverkehr auf den Strecken von Rete Ferroviaria Italiana und Ferrovienord.
Außerdem betreibt Trenord in Italien ab dem Grenzbahnhof Brenner die DB-ÖBB Eurocitys und den ÖBB RJX Bozen-Wien, bis 2020 auch Railjets und Nightjets ab Tarvisio-Boscoverde über die Pontafelbahn.